# Camillo Pellegrino (poeta)
Camillo Pellegrino (Capua, 1527 – Capua, 1603) è stato un poeta, scrittore e presbitero italiano.

## Biografia
Camillo Pellegrino senior, da non confondere con lo storico omonimo, suo pronipote, fu un rimatore capuano, appartenente a una generazione di famosi poeti della sua terra, tra cui spiccano Giovan Battista Attendolo e Benedetto dell'Uva.
In appendice ad un'antologia che raccoglieva alcune poesie di questi tre autori, apparve con frontespizio proprio un dialogo, Il Carrafa o vero Della epica poesia, stampato a Firenze nel novembre 1584.
Ispiratosi a un colloquio realmente avvenuto presso la Rocca di Mondragone tra Attendolo e Luigi Carafa, principe di Stigliano, il dialogo apre la secolare querelle tra ariosteschi e tasseschi, assegnando a Torquato Tasso la supremazia nella poesia epica, rispetto ad Ariosto. Protagonisti dell'opera sono appunto Attendolo e il principe, e al primo sono riservate le considerazioni tecniche che lo portano a riscontrare nell'autore della Liberata una «poesia nuova» e uno stile all'avanguardia.
In seguito a una risposta stizzita della nascente Accademia della Crusca - in particolare di Leonardo Salviati - sulla supremazia, nella poesia epica, del poeta dell'Orlando Furioso, Pellegrino rispose con una Replica del 1585.
Fu primicerio della cattedrale di Capua e familiare di Matteo di Capua principe di Conca e di Marcantonio Carafa, cui dedicò la sua opera principale, Il Carrafa.

## Opere
- Il Carrafa o vero Della epica poesia. Dialogo, In Firenze, nella stamperia del Sermartelli, 1584.
- Replica di Camillo Pellegrino alla Risposta degli accademici della Crusca. Fatta contra il Dialogo dell'Epica Poesia in difesa, come e' dicono, dell'Orlando Furioso dell'Ariosto, Vico Equense, Gioseppe Cacchij, 1585.